# 114735 Irenemagni
114735 Irenemagni este o planetă minoră (asteroid), cu un diametru de 7,076 km, din centura de asteroizi. A fost descoperită pe 24 aprilie 2003 la  de . 
Obiectul prezintă o orbită caracterizată de o semiaxă mare de 3,1159584006311 UAi, o excentricitate de 0,11096638246168, o înclinație de 16,430001116889 ° în raport cu ecliptica.